# Chuquis
Chuquis es una pequeña localidad del norte de la provincia de La Rioja, en el departamento Castro Barros, Argentina.
Al igual que otras localidades de la denominada "La Costa Riojana" se encuentra sobre la falda oriental de la sierra de Velasco. El acceso principal se realiza por la ruta nacional N.º 75.
Cuenta con un centro de atención primaria en salud, un jardín de infantes integrado y una biblioteca pública.

## Toponimia
La palabra "chuquis" proviene de la lengua diaguita, en referencia a un tipo de cuarzo llamado pedernal utilizada para fabricar puntas de flechas y lanzas. En cercanías de la localidad existe una caída de agua llamada La Yacurmana, que en la misma lengua significaría "Lugar donde cae agua".

## Historia
Don Gabriel de Mercado y Reynoso en 1646 compró la Merced de las Aguadas de Pinchas y Chuquis. Posiblemente este primer asentamiento español se radicó en la zona sur, donde en 1777 nacería Pedro Ignacio de Castro Barros. Se trata del hijo dilecto de Chuquis, sacerdote que representó a La Rioja como diputado en el histórico Congreso de Tucumán. En su honor se edificó un museo histórico en el solar de su casa natal.

## Chuquis en el arte
Originario de Chuquis era el indio "Ño Manuel", a quien Atahualpa Yupanqui despidiera en 1939 con aquellos versos "Viejo Silplituca de las viejas chayas, te canto mis coplas de tono menor y pienso guardarme la mejor vidala para que algún día cantemos los dos".
El folclorista Ramón Navarro, en su momento integrante del grupo Los Cantores de Quilla Huasi, describe al pueblo en la canción "Mi pueblo azul". La Chaya del Corcelito, de Ramón Navarro, nombre al pueblo a su vino torrontés: El Corcelito.
Ramón Navarro nació en Chuquis y las calles del pueblo hoy llevan nombres de sus canciones.
La iglesia de Chuquis, dedicada a la Virgen del Rosario y construida en 1849, ha sido pintada por la mayoría de los pintores riojanos y es casi sinónimo de "iglesia de pueblo".

## Población
Cuenta con 236 habitantes (Indec, 2010), lo que representa un descenso del 9,6% frente a los 261 habitantes (Indec, 2001) del censo anterior.
| Gráfica de evolución demográfica de Chuquis entre 1991 y 2010 |
|                                                               |
| Fuente: Censos nacionales del INDEC                           |

## Personalidades notables
- Pedro Ignacio de Castro Barros (1777-1849), sacerdote y político argentino, miembro de la Asamblea del Año XIII y del Congreso de Tucumán.

.

## Puntos de interés turístico
En la localidad o en sus cercanías existen sitios de interés para el turismo paisajístico recreativo o arqueológico.
- Solar y Museo histórico Castro Barros
- Sitio Arqueológico de Piedra Pintada
- Sitio Arqueológico de Loma Pircada
- Sitio Arqueológico de El Puesto
- La Yacurmana
- Iglesia Virgen del Rosario

## Sismicidad
La sismicidad de la región de La Rioja es frecuente y de intensidad baja, y un silencio sísmico de terremotos medios a graves cada 30 años en áreas aleatorias.